# Maximilian von Gerstner
Maximilian Joseph Gerstner, seit 1903 Ritter von Gerstner  (* 22. März 1849 in Germersheim; † 26. Mai 1915 in München) war ein bayerischer General der Artillerie.

## Leben
Gerstner war der Sohn eines bayerischen Korpsstabsapothekers. Er heiratete 1873 Elisabeth Fretscher, mit der er zwei Kinder hatte.

### Militärkarriere
Nach dem Besuch des Kadettenkorps in München trat Gerstner am 20. Mai 1866 als Unterleutnant in das 1. Artillerie-Regiment „Prinzregent Luitpold“ der Bayerischen Armee ein und nahm im folgenden Krieg gegen Preußen an den Kämpfen bei Uettingen und Roßbrunn teil. Während des Krieges gegen Frankreich wirkte er bei Beaumont und Sedan sowie der Belagerung von Paris und avancierte Mitte Dezember 1870 zum Premierleutnant. Nach dem Friedensschluss wurde er ab Oktober 1872 auf ein Jahr zur Geschützgießerei kommandiert. Von Anfang August 1875 bis Ende Oktober 1876 war er als Abteilungsadjutant tätig und absolvierte anschließend die Kriegsakademie, die ihm die Qualifikation für den Generalstab, die Höhere Adjutantur und das Lehrfach aussprach. Mit der Beförderung zum Hauptmann wurde Gerstner am 1. April 1881 Batteriechef im 3. Feldartillerie-Regiment „Königin Mutter“. Am 23. November 1882 erfolgte seine Versetzung in den Generalstab der Armee und von dort kam er am 5. Mai 1886 in den Generalstab der 4. Division. Gerstner rückte Ende Oktober 1887 zum Major auf und kehrte am 31. Oktober 1888 mit der Ernennung zum Abteilungskommandeur im 4. Feldartillerie-Regiment „König“ in den Truppendienst zurück. Nach seiner Beförderung zum Oberstleutnant Ende Februar 1892 wurde er am 31. Mai 1895 Oberst und Kommandeur des 2. Feldartillerie-Regiments. Unter Stellung à la suite erfolgte am 20. April 1898 seine Ernennung zum Kommandeur der 1. Feldartillerie-Brigade sowie am 12. August 1898 die Beförderung zum Generalmajor. Anschließend war Gerstner als Generalleutnant vom 26. Januar 1901 bis zum 22. Oktober 1903 Kommandeur der 4. Division in Würzburg. Ab dem 11. Juli 1903 war er Gouverneur von Ingolstadt, wurde am 18. Dezember 1903 durch die Verleihung des Komtur des Verdienstordens der Bayerischen Krone als „Ritter von Gerstner“ in den persönlichen Adelsstand erhoben und schließlich am 11. Juli 1905 mit dem Charakter als General der Artillerie zur Disposition gestellt.